# Маржори Эстиано
Маржори Эстиано (порт. Marjorie Estiano) — бразильская актриса и певица. Свою первую роль исполнила в молодёжном сериале «Malhação» телекомпании Globo.

## Биография
После окончания курса искусств в Государственном колледже (Куритиба), Маржори переехала в Сан-Паулу. Там она обучалась на факультете музыки в течение двух лет, участвовала в театральных постановках, снималась в телевизионной рекламе. В 2003 году в Рио-де-Жанейро посещала курсы актёрского мастерства, организованные телекомпанией Globo.
Актёрским дебютом на телевидении для неё стал молодёжный сериал «Malhação», где она исполнила роль Наташи, музыканта группы Vagabanda. Эта роль сделала её популярной.
30 апреля 2005 года вышел первый музыкальный диск с её песнями — Marjorie Estiano. В июле того же года она дала первый концерт.
В 2006 году после 12-го сезона «Malhação» Маржори Эстиано приглашают в сериал «Страницы жизни». На этот раз она воплотила образ девушки Марины, помогающей своему отцу вылечиться от алкоголизма.
В 2007 году Маржори завершила работу над вторым альбомом — Flores, Amores e Blábláblá («Цветы, Любовь и Блаблабла»). В том же году она исполнила роль Марии Паулы, переживающей смерть родителей и становящейся жертвой преступника, в сериале «Два лица».
В 2009 году Маржори играет в сериале «Дороги Индии» девушку Тонью, любящую Тарса Кадоре (в исполнении Бруну Гальяссу), юношу, страдающего шизофренией.
В 2011 году актриса исполнила роль в сериале «Любовь в четырёх действиях». В том же году Маржори сыграла Мануэлу в постановке «Наша жизнь».
В 2012 году актриса исполнила роль Лоры в историческом сериале «Бок о бок».

## Фильмография
| Год       |   | Русское название              | Оригинальное название    | Роль                      |
| --------- | - | ----------------------------- | ------------------------ | ------------------------- |
| 2024      | ф | Я всё ещё здесь               | Ainda Estou Aqui         | Элиана Пайва              |
| 2012      | с | Бок о бок                     | «Lado a Lado»            | Лаура / Laura Assunção    |
| 2012      | ф |                               | «Criança Esperança 2012» | играет саму себя          |
| 2011      | с | Наша жизнь                    | «A Vida da Gente»        | Мануэла / Manuela Fonseca |
| 2011      | с | Любовь в 4-х действиях        | «Amor em Quatro Atos»    | Летисия / Leticia         |
| 2011      | с |                               | «Som Brasil»             | играет саму себя          |
| 2010      | ф | Красотка на велике            | «Malu de Bicicleta»      | Суэли / Sueli             |
| 2010      | с | S.O.S. Чрезвычайное положение | «S.O.S. Emergencia»      | Флавия / Flavia           |
| 2009      | с | Дороги Индии                  | «Caminho das Indias»     | Тония / Tônia             |
| 2009      | с |                               | «Domingão do Faustão»    | играет саму себя          |
| 2008—2009 | с |                               | «Episódio Especial»      | играет саму себя          |
| 2008      | с |                               | «Programa do Jô»         | играет саму себя          |
| 2007—2008 | с | Два лица                      | «Duas Caras»             | Мария Паула / Maria Paula |
| 2006—2007 | с | Страницы жизни                | «Paginas da vida»        | Марина / Marina           |
| 2006      | с |                               | «HermanSIC»              | играет саму себя          |
| 2006      | ф |                               | «Roupa Acústico 2»       | играет саму себя          |
| 2004—2005 | с |                               | «Malhacao»               | Наташа / Natasha          |

## Примечание
1. ↑  Marjorie Estiano — Biografia — VAGALUME. Дата обращения: 12 мая 2013. Архивировано 13 ноября 2013 года.
2. ↑  Terra Colombia - Noticias, deportes, música, moda y más. Дата обращения: 28 мая 2013. Архивировано из оригинала 12 сентября 2019 года.
3. ↑  Malhação 2004 — Teledramaturgia Архивировано 13 ноября 2013 года.
4. ↑  Luz, Câmera, Malhação!: Especial Malhação 18 anos : Relembre as vilãs mais marcantes. Дата обращения: 28 мая 2013. Архивировано 11 декабря 2013 года.
5. ↑  Páginas da Vida > Revista: Comportamento — NOTÍCIAS — Entrevista: Marjorie Estiano Архивировано 2 октября 2013 года.
6. ↑  Memória Globo — Rede Globo. Дата обращения: 28 мая 2013. Архивировано из оригинала 16 октября 2011 года.
7. ↑  Duas Caras — NOTÍCIAS — Aguinaldo Silva parabeniza seu casal de protagonistas. Дата обращения: 28 мая 2013. Архивировано 3 марта 2016 года.
8. ↑  Marjorie Estiano debate esquizofrenia em sua terceira novela das oito em cinco anos na TV — 27/06/2009 — UOL Televisão. Дата обращения: 28 мая 2013. Архивировано 2 декабря 2013 года.
9. ↑  Amor em quatro atos " Marjorie Estiano. Дата обращения: 28 мая 2013. Архивировано 2 октября 2013 года.
10. ↑  Memória Globo — Rede Globo. Дата обращения: 28 мая 2013. Архивировано из оригинала 15 июля 2012 года.
11. ↑  'Teve gente que falou que se fosse minha irmã me estapeava', diz Marjorie Estiano — Bastidores — A Vida da Gente. Дата обращения: 28 мая 2013. Архивировано 2 октября 2013 года.
12. ↑  Marjorie Estiano se inspira em feministas pioneiras do Brasil para viver Laura — Bastidores — Lado a Lado. Дата обращения: 28 мая 2013. Архивировано 26 февраля 2013 года.
13. ↑  Claudia Lage admite: 'Nossa novela é feminista. Quem teve que se ajustar, foi o homem' — Fique por dentro — Lado a Lado. Дата обращения: 28 мая 2013. Архивировано 12 марта 2013 года.
14. ↑  'A Laura me deu um novo olhar sobre a nossa sociedade', diz Marjorie Estiano — Por Trás das Câmeras — Lado a Lado. Дата обращения: 28 мая 2013. Архивировано 12 марта 2013 года.
15. ↑  Lado a Lado — Linha do Tempo Laura e Isabel Архивировано 2 октября 2013 года.
16. ↑  Laura e Edgar, uma história de amor Архивировано 2 октября 2013 года.
17. ↑  laura e edgar — Fique por dentro — Lado a Lado. Дата обращения: 28 мая 2013. Архивировано 3 октября 2013 года.